# Archilestes californicus
Archilestes californicus – gatunek ważki z rodziny pałątkowatych (Lestidae). Występuje w Ameryce Północnej – na zachodzie i południu USA oraz w północno-zachodnim i północnym Meksyku.